# Sokoura (Dédougou)
Pour les articles homonymes, voir Sokoura.
Sokoura est une commune située dans le département de Dédougou de la province du Mouhoun au Burkina Faso.